# 봉황대기 전국고교야구대회
봉황대기 전국고교야구대회(鳳凰大旗全國高敎野球大會)는 한국일보사가 주최하는 전국 규모 고교야구대회이다.  한국의 고시엔(甲子園)이라고 불리는 대회로 1971년 첫 대회가 열린 이후 매년 열리고 있다. 예선 없이 모든 고등학교가 참가할 수 있는 이 대회의 첫 우승 팀은 경북고등학교였다.

한편, 1981년에는 8월 15일부터 잠실야구장으로 장소를 옮겨 개최했고 1984년 1회전 2회전이 이 곳에서 열렸다.
이후, 2008년부터 2010년까지 수원야구장에서 개최되었으며 2011년에 고교야구 주말리그의 출범으로 폐지가 됐지만 봉황기라는 명칭은 사회인 대회로 승계하여 존속하게 되었다. 
그러나 고교야구 활성화를 위해 2013년 8월부터 부활했는데  16강전까지 청주 군산에서 분산 개최되었지만 8강부터는 목동에서 열렸고 2016년까지 지방 개최(2014년 군산 포항 2015년 춘천 속초 2016년 수원)로 열렸다가 2017년부터 서울에서 개최(2017년~18년 목동 신월 2019년 목동 신월 구의) 중이다.

2010년까지는 1, 2회전을 치른 다음 16강전 대진 추첨을 다시 하는 방식으로 대회가 진행되어 우승 팀 예측이 다른 대회에 비해 어려웠으나, 2013년 부활하면서 단순한 토너먼트 방식이 되었다.

## 역대 우승교 및 최우수선수
| 회수 | 연도 | 우승교     | 최우수선수         | 준우승교 | 3위                   | 4위                   |
| ---- | ---- | ---------- | ------------------ | -------- | --------------------- | --------------------- |
| 1회  | 1971 | 경북고     | 남우식(경북고)     | 대광고   |                       |                       |
| 2회  | 1972 | 배명고     | 김정남(배명고)     | 중앙고   |                       |                       |
| 3회  | 1973 | 대구상고   | 박기수(대구상고)   | 배재고   | 동대문상고            | 재일동포              |
| 4회  | 1974 | 대구상고   | 김한근(대구상고)   | 재일동포 | 전주상고              | 광주상고              |
| 5회  | 1975 | 경북고     | 장성규(경북고)     | 대구상고 | 대전고                | 부산고                |
| 6회  | 1976 | 부산상고   | 이윤섭(부산상고)   | 선린상고 | 재일동포              | 인천고                |
| 7회  | 1977 | 충암고     | 조범현(충암고)     | 진흥고   | 재일동포              | 서울고                |
| 8회  | 1978 | 서울고     | 김영균(서울고)     | 선린상고 | 충암고                | 경기고                |
| 9회  | 1979 | 광주상고   | 윤여국(광주상고)   | 인천고   | 천안북일고            | 대구고                |
| 10회 | 1980 | 천안북일고 | 전대영(천안북일고) | 배재고   | 대구상고              | 광주상고              |
| 11회 | 1981 | 경북고     | 문병권(경북고)     | 선린상고 | 천안북일고            | 부산상고              |
| 12회 | 1982 | 군산상고   | 오석환(군산상고)   | 재일동포 | 부산고                | 광주일고              |
| 13회 | 1983 | 광주일고   | 김성규(광주일고)   | 포철공고 | 대구고                | 충암고                |
| 14회 | 1984 | 서울고     | 김동수(서울고)     | 재일동포 | 선린상고              | 신일고                |
| 15회 | 1985 | 부산고     | 이석재(부산고)     | 광주상고 | 천안북일고            | 경남고                |
| 16회 | 1986 | 부산고     | 이종택(부산고)     | 진흥고   | 마산상고              | 배재고                |
| 17회 | 1987 | 천안북일고 | 김선영(천안북일고) | 경북고   | 세광고                | 경남상고              |
| 18회 | 1988 | 충암고     | 유지현(충암고)     | 서울고   | 대전고                | 동대문상고            |
| 19회 | 1989 | 동산고     | 위재영(동산고)     | 휘문고   | 대전고                | 경북고                |
| 20회 | 1990 | 대전고     | 최명진(대전고)     | 성남고   | 동대문상고            | 인천고                |
| 21회 | 1991 | 신일고     | 설종진(신일고)     | 선린상고 | 배명고                | 배재고                |
| 22회 | 1992 | 배명고     | 노상진(배명고)     | 경남고   | 유신고                | 동산고                |
| 23회 | 1993 | 부산고     | 최부락(부산고)     | 성남고   | 충암고                | 부천고                |
| 24회 | 1994 | 덕수상고   | 김상태(덕수상고)   | 배명고   | 대구고                | 경남상고              |
| 25회 | 1995 | 충암고     | 박명환(충암고)     | 선린상고 | 경남고/서울고         | 경남고/서울고         |
| 26회 | 1996 | 군산상고   | 정대현(군산상고)   | 인천고   | 천안북일고/부산고     | 천안북일고/부산고     |
| 27회 | 1997 | 신일고     | 강서현(신일고)     | 경북고   | 배재고/대구상고       | 배재고/대구상고       |
| 28회 | 1998 | 경남고     | 김진욱(경남고)     | 경기고   | 신일고/광주상고       | 신일고/광주상고       |
| 29회 | 1999 | 천안북일고 | 조규수(천안북일고) | 광주상고 | 경남고/동산고         | 경남고/동산고         |
| 30회 | 2000 | 진흥고     | 김진우(진흥고)     | 효천고   | 중앙고/덕수정보고     | 중앙고/덕수정보고     |
| 31회 | 2001 | 청주기공고 | 노병오(청주기공고) | 인창고   | 배명고/서울고         | 배명고/서울고         |
| 32회 | 2002 | 천안북일고 | 양승학(천안북일고) | 중앙고   | 세광고/효천고         | 세광고/효천고         |
| 33회 | 2003 | 경남고     | 김상록(경남고)     | 중앙고   | 선린인터넷고/세광고   | 선린인터넷고/세광고   |
| 34회 | 2004 | 동성고     | 한기주(동성고)     | 광주일고 | 동산고/인창고         | 동산고/인창고         |
| 35회 | 2005 | 유신고     | 배장호(유신고)     | 광주일고 | 동성고/경기고         | 동성고/경기고         |
| 36회 | 2006 | 덕수정보고 | 최종인(덕수정보고) | 동성고   | 안산공고/선린인터넷고 | 안산공고/선린인터넷고 |
| 37회 | 2007 | 충암고     | 홍상삼(충암고)     | 덕수고   | 경북고/경기고         | 경북고/경기고         |
| 38회 | 2008 | 대구고     | 정인욱(대구고)     | 경북고   | 청원고/청주고         | 청원고/청주고         |
| 39회 | 2009 | 북일고     | 김용주(북일고)     | 광주일고 | 신일고/유신고         | 신일고/유신고         |
| 40회 | 2010 | 대구고     | 박종윤(대구고)     | 군산상고 | 야탑고/선린인터넷고   | 야탑고/선린인터넷고   |
| 41회 | 2013 | 군산상고   | 조현명(군산상고)   | 마산고   | 용마고/북일고         | 용마고/북일고         |
| 42회 | 2014 | 휘문고     | 정동현(휘문고)     | 유신고   | 용마고/북일고         | 용마고/북일고         |
| 43회 | 2015 | 경북고     | 최충연(경북고)     | 장충고   | 동산고/용마고         | 동산고/용마고         |
| 44회 | 2016 | 휘문고     | 안우진(휘문고)     | 군산상고 | 덕수고/경남고         | 덕수고/경남고         |
| 45회 | 2017 | 야탑고     | 전성재(야탑고)     | 충암고   | 율곡고/광주일고       | 율곡고/광주일고       |
| 46회 | 2018 | 대구고     | 서상호(대구고)     | 북일고   | 대구상원고/덕수고     | 대구상원고/덕수고     |
| 47회 | 2019 | 휘문고     | 박주혁(휘문고)     | 강릉고   | 경남고/성남고         | 경남고/성남고         |
| 48회 | 2020 | 인천고     | 윤태현(인천고)     | 서울고   | 인상고/유신고         | 인상고/유신고         |
| 49회 | 2021 | 덕수고     | 주정환(덕수고)     | 유신고   | 광주일고/강릉고       | 광주일고/강릉고       |
| 50회 | 2022 | 부산고     | 원상현(부산고)     | 강릉고   | 북일고/장충고         | 북일고/장충고         |

1. ↑  “봉황기 高校(고교)야구 강호北一(북일),在日同胞(재일동포)에 침몰”. 경향신문. 1982년 8월 17일. 2020년 5월 3일에 확인함.
2. ↑  이호영 (2011년 5월 22일). “탁상행정의 표본으로 전락한 고교야구 주말리그”. 오마이뉴스. 2020년 5월 3일에 확인함.
3. ↑  성서호 (2013년 8월 28일). “봉황대기 고교야구대회 2년 만에 부활”. 연합뉴스. 2020년 5월 3일에 확인함.
4. ↑  제 25회 대회때(1995년)부터 3·4위전을 치르지 않음.

## 기록
- 최다 우승교 : 북일고등학교 (5회)
- 2연속 우승교 : 대구상업고등학교 (1973~1974년), 부산고등학교 (1985~1986년)